# Barco eléctrico

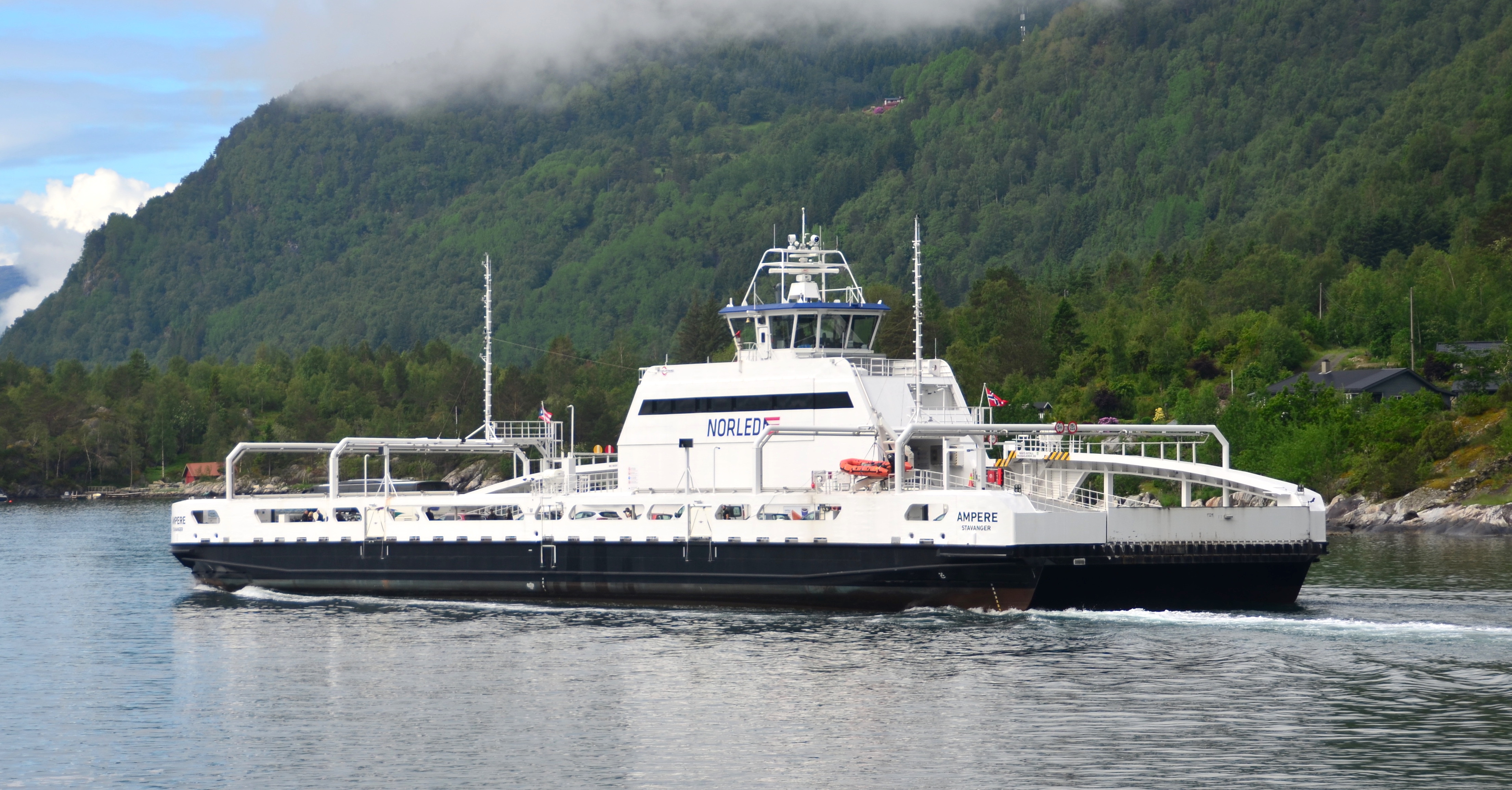
El MF Ampere es un ferri eléctrico noruego

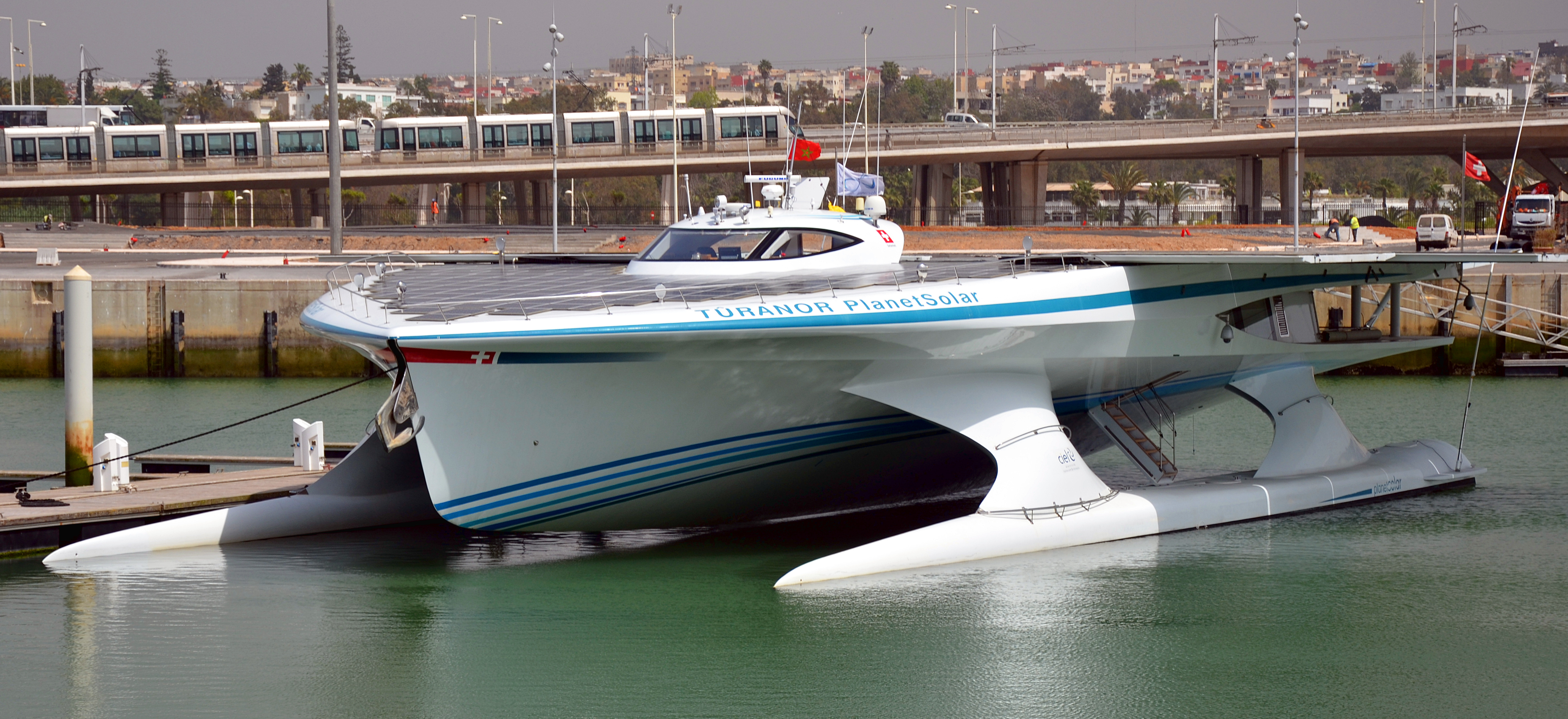
El Tûranor PlanetSolar es un barco eléctrico alimentado por energía solar

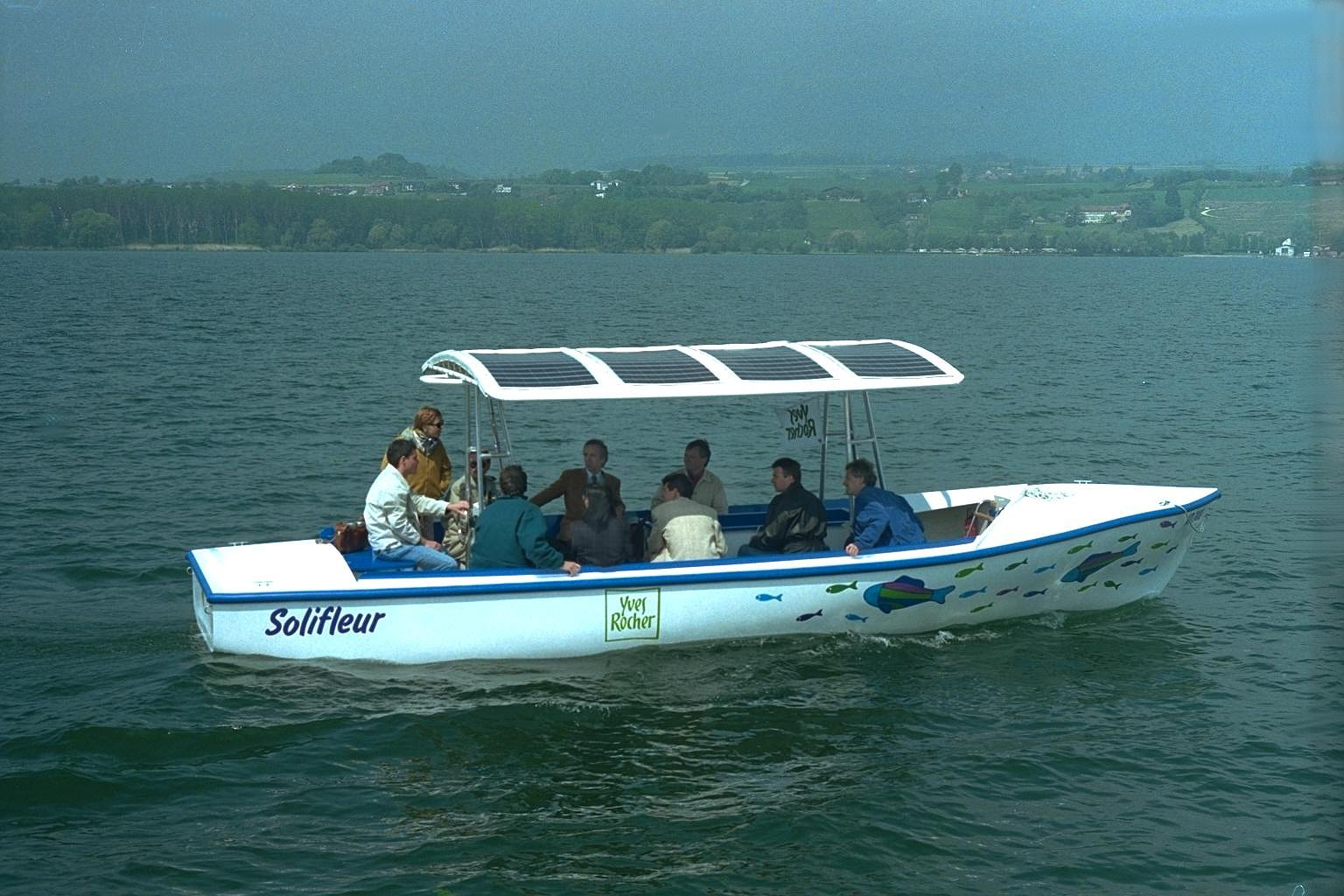
Barco solar

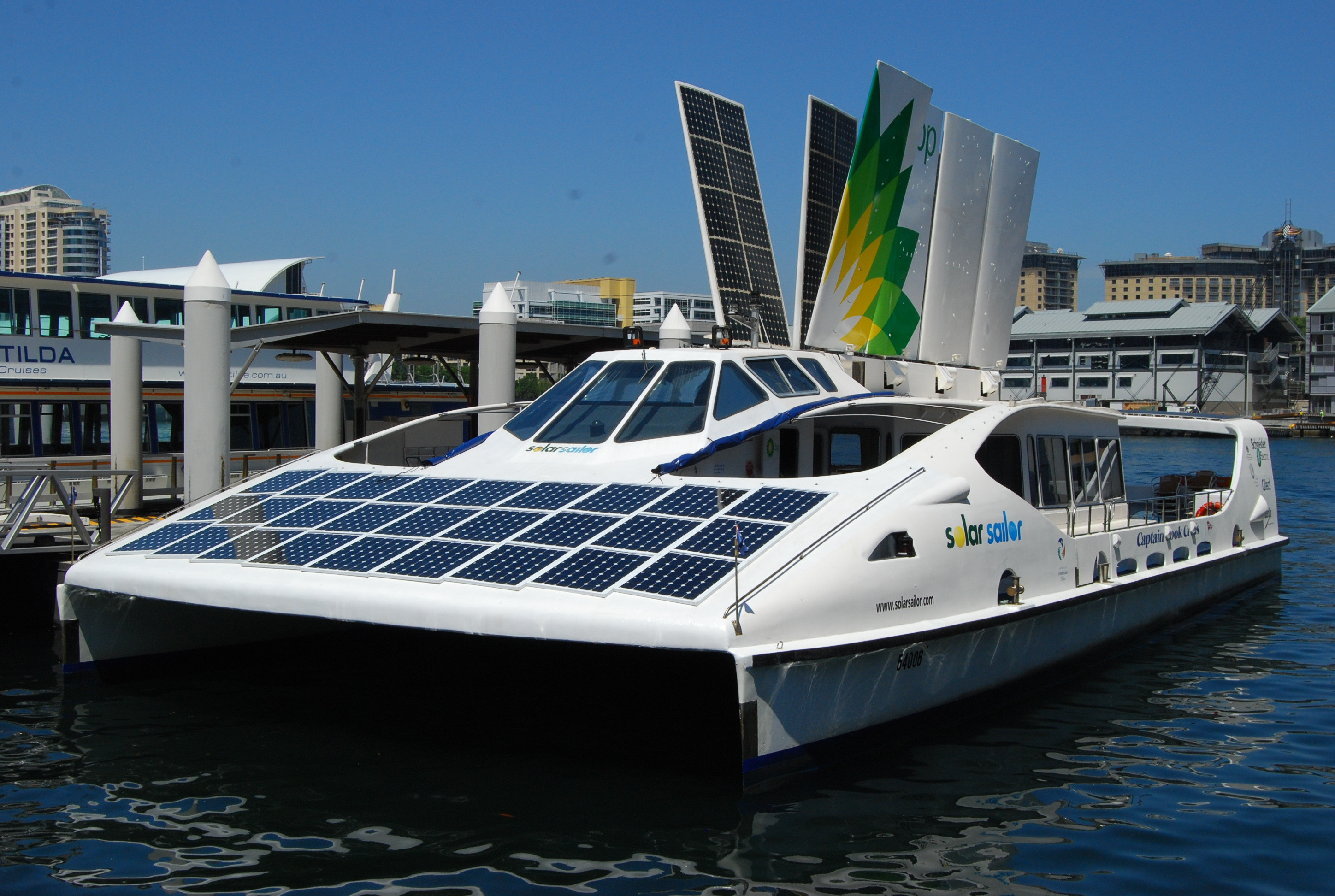
Solar Sailor, barco solar construido en Australia.

Un barco eléctrico es un barco propulsado por motores eléctricos.

## Historia
Los barcos propulsados por electricidad se han utilizado durante más de 120 años. Barcos eléctricos fueron muy populares desde la década de 1880 hasta la década de 1920, cuando, apartadas las consideraciones medioambientales, repuntó el motor de combustión interna, hasta que de nuevo ha surgido con fuerza tras las crisis de los combustibles fósiles de la década de 1970, por el interés en esta tranquila y potencial fuente renovable de energía marina, especialmente con la posibilidad de utilizar células solares. El primer barco solar práctico se construyó en 1975 en Inglaterra.